# Marguerite Gardiner, Countess of Blessington

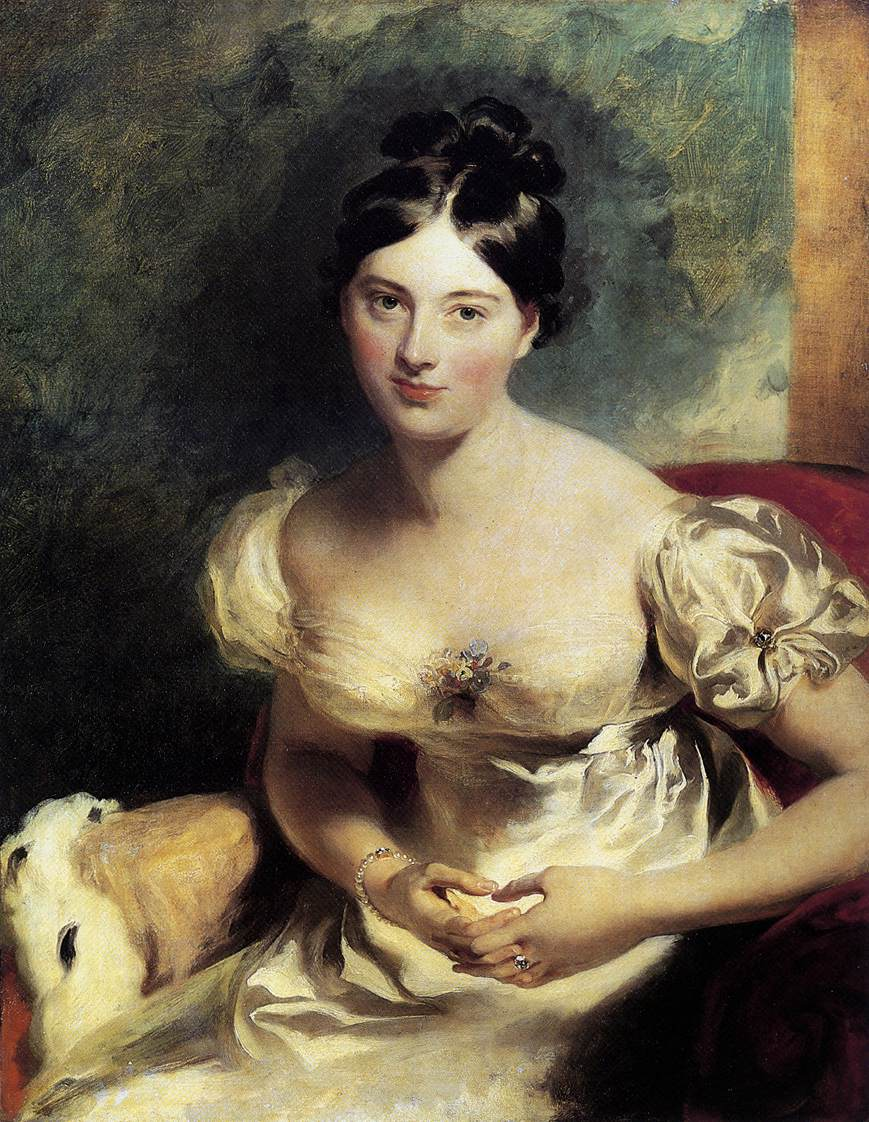
Thomas Lawrence: Marguerite, Countess of Blessington, Öl auf Leinwand, 1822

Marguerite Gardiner, Countess of Blessington (* 1. September 1789 in Knockbrit bei Clonmel als Margaret Power; † 4. Juni 1849 in Paris) war eine irische Schriftstellerin und Klatschkolumnistin sowie eine berühmte Salonnière und Schönheit des 19. Jahrhunderts.

## Leben

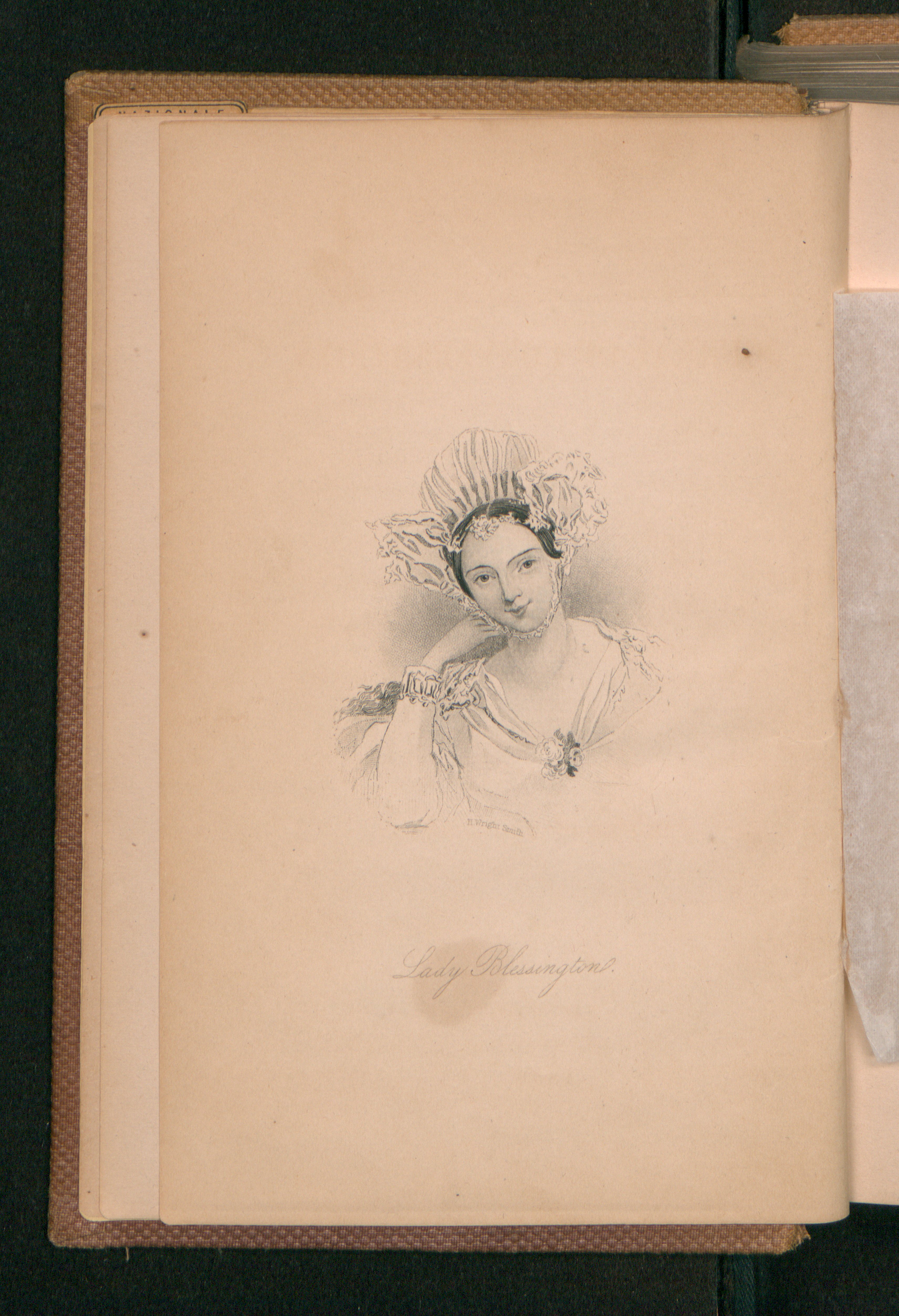
Journal of conversation with Lord Byron, 1859

Margaret Powers war die Tochter des irischen Landbesitzers Edmund Powers. Im Alter von 14 Jahren wurde sie mit dem Kapitän Maurice St. Leger Farmer († 1817) verheiratet. Die Ehe galt als unglücklich, da ihr Ehemann ein bekannter Tyrann und Lebemann war. Zudem berichtete Margaret gegenüber ihren Eltern, dass Farmer zu brutalen Wutanfällen neigte. Nach seiner Flucht vor seinen Gläubigern kam Farmer ins King’s Bench Gefängnis, wo er im Oktober 1817 starb.

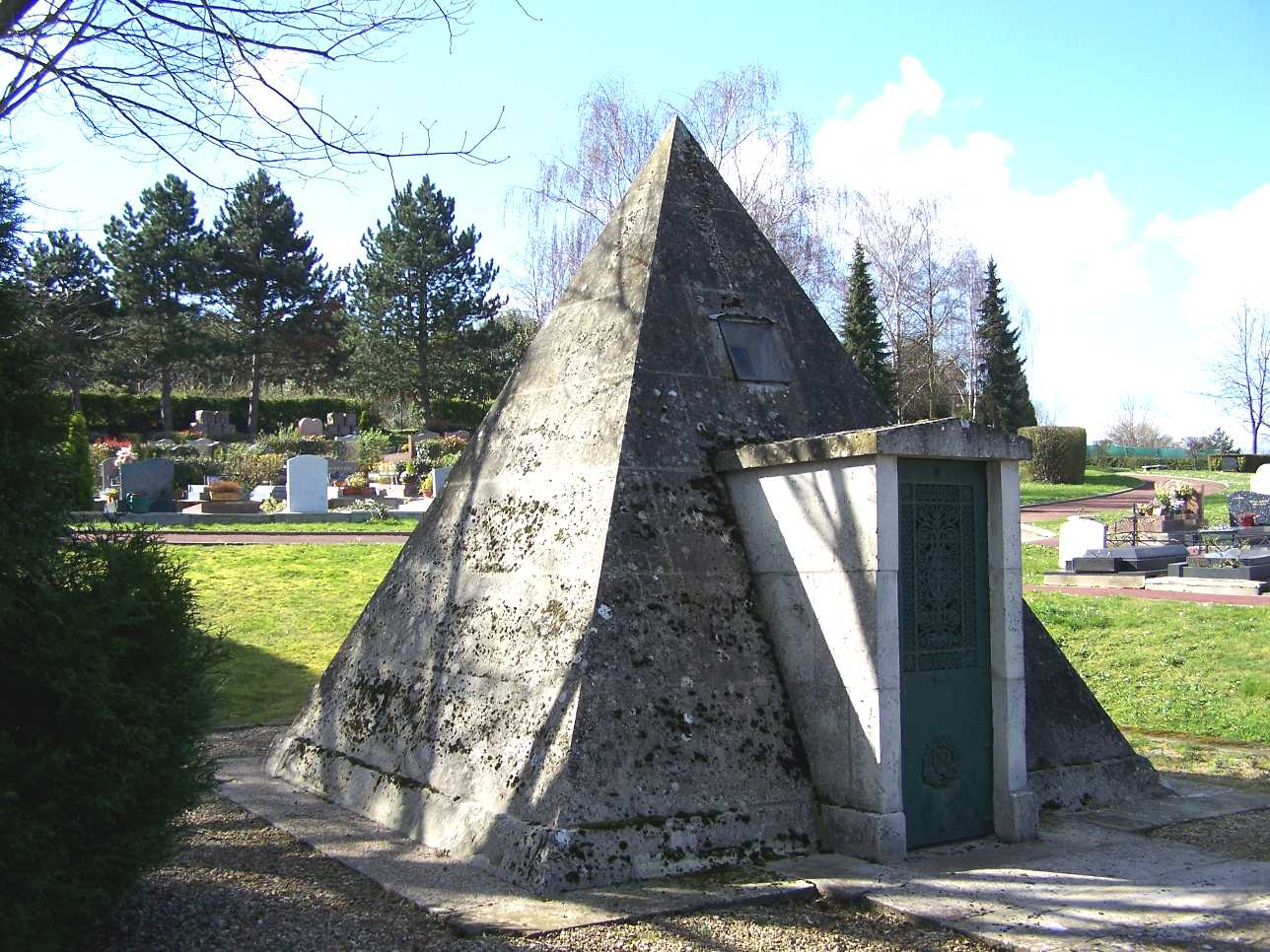
Die pyramidenförmige Grabstätte in Chambourcy

Vier Monate später heiratete die junge Witwe in London den irischen Aristokraten und Politiker Charles Gardiner, 1. Earl of Blessington (1782–1829). In den späteren Jahren machte das Ehepaar ausgedehnte Reisen auf dem Kontinent und schloss in Genua Freundschaft mit dem berühmten Dichter Lord Byron, dessen eifrigste Verteidigerin sie wurde. Eine ihrer ersten Schriften waren die Travelling sketches in Belgium (1825), worin sie, wie später in den Conversations with Lord Byron (1834), offen für Lord Byron eintrat.

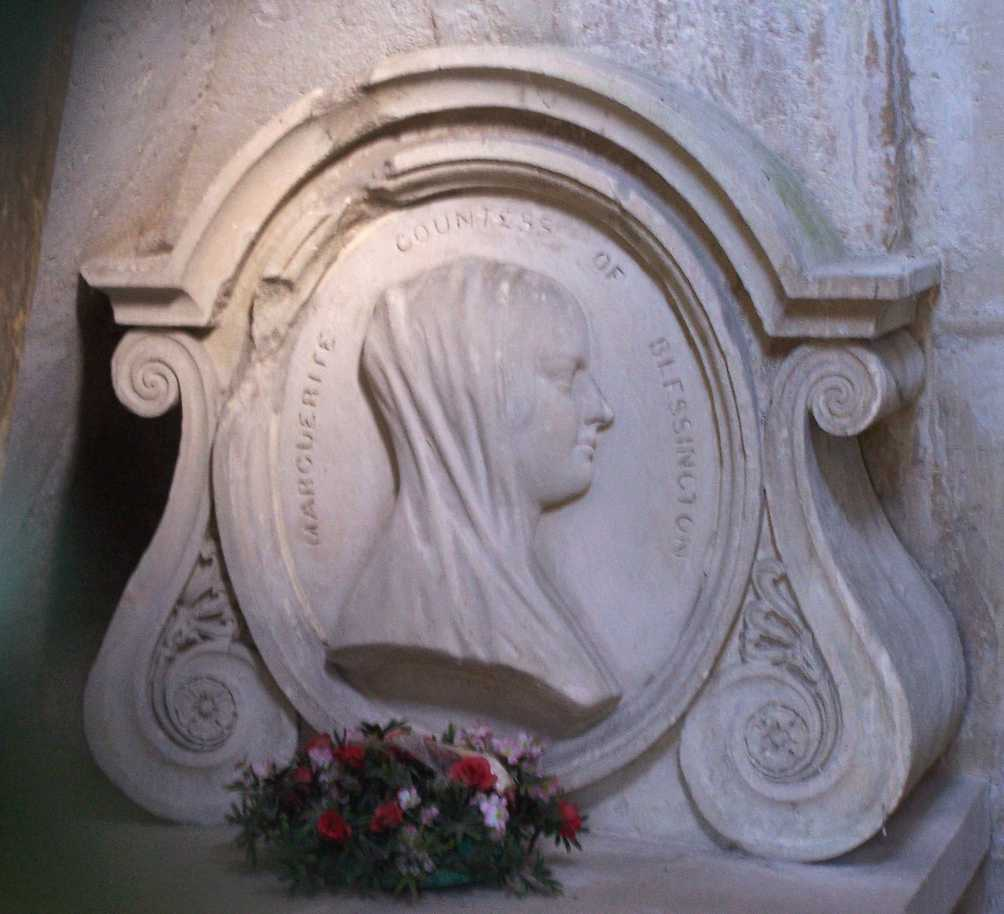
Grabstein der Countess of Blessington

Bis zum Tod ihres zweiten Gatten bewohnte sie weiterhin die Pariser Stadtwohnung Hôtel Maréchal Ney. In ihrem literarischen Salon empfing Lady Blessington berühmte Persönlichkeiten der Gesellschaft. Später lebte sie in England auf ihrem Familiensitz Gore House in Kensington, von der Londoner Welt ziemlich abgeschieden. Ihre Soireen, von denen die Gegner Lord Byrons ausgeschlossen waren, waren zahlreich besucht. Unter den Gästen waren unter anderem Charles Dickens, Benjamin Disraeli, Thomas Lawrence, Alfred de Vigny, Alphonse de Lamartine, Prinz Charles-Louis-Napoléon Bonaparte, Harriet Howard und Edward Bulwer-Lytton, 1. Baron Lytton.
Ihre Liebesbeziehung zu dem französischen Aristokraten Alfred d’Orsay (1801–1852), dem Ehemann ihrer Stieftochter Lady Harriet Gardiner, wurde zum Skandal der Saison. Nachdem die Einkünfte aus dem Buchverkauf zurückgingen und ihr Erbe für deren gemeinsamen extravaganten Lebensstil aufgebraucht war, verließ das Paar das Vereinigte Königreich. Lady Blessington und der Graf zogen 1849 nach Paris, wo sie wenige Wochen nach ihrer Ankunft an den Folgen eines Herzinfarkts starb.

## Werke (Auswahl)
- 1825 Travelling sketches in Belgium
- 1833 Grace Cassidy, or the repealers (3 Bd.)
- 1834 Conversations with Lord Byron
- 1835 The two friends
- 1836 Confessions of an elderly gentleman
- 1837 The victims of society
- 1838 Confessions of an elderly lady
- 1839 The governess
- 1839 Desultory thoughts and reflections
- 1839–1840 Idler in Italy
- 1841 Idler in France
- 1847 Memoirs of a femme de chambre
- 1850 Country quarters